# Історія торгівлі

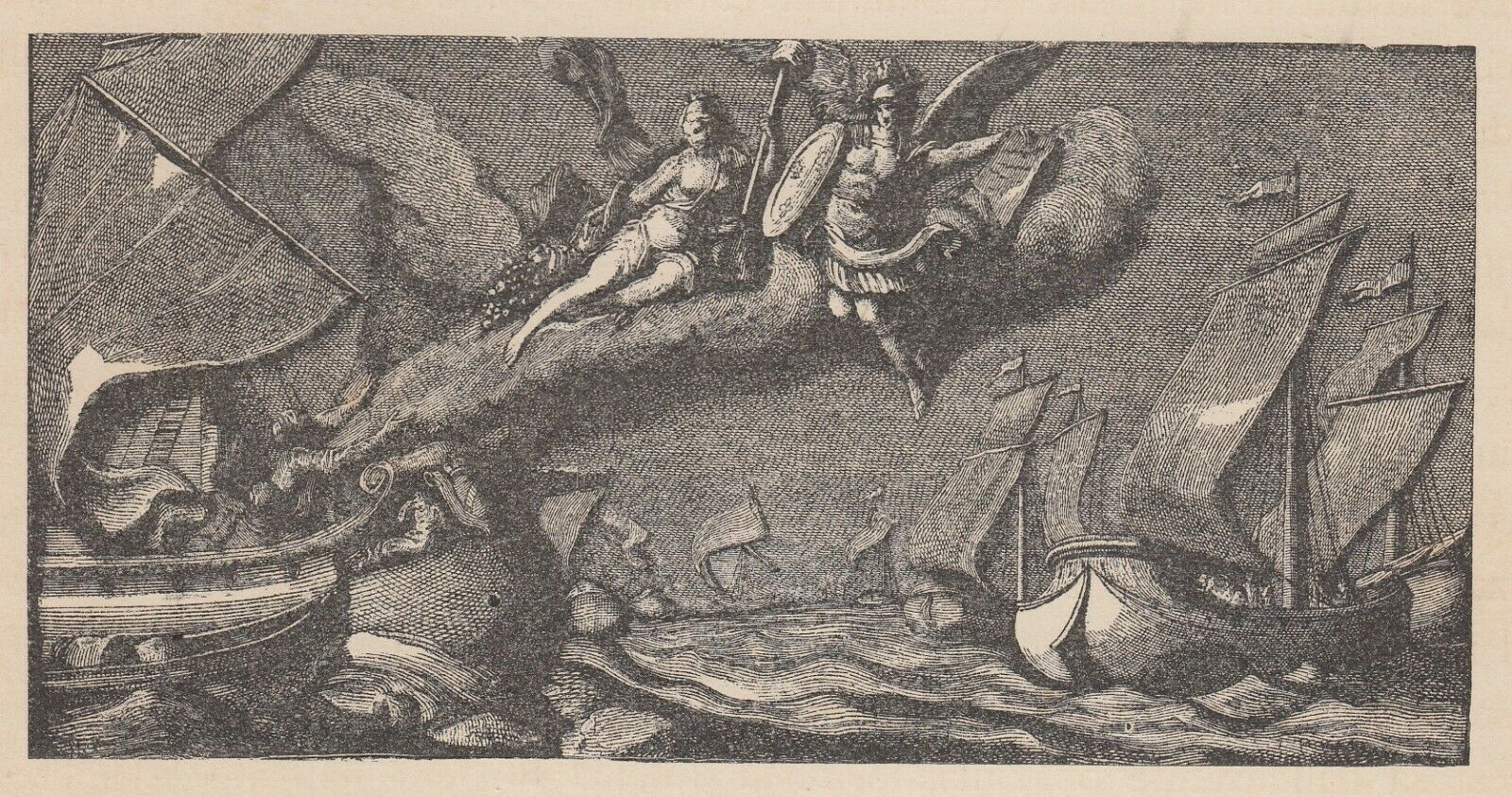
Алегорія свободи та торгівлі, 1890

Етнографія знає небагато народів, яким торгівля не була б відома хоча б у найбільш елементарній формі. Таким народом є жителі Вогняної Землі, яким до знайомства з європейцями і значною мірою навіть пізніше незнайома була сама ідея торгівлі. Поряд з ними стоять або, вірніше, стояли багато з австралійських дикунів. Цейлонські ведди — навіть прийшовши в зіткнення з культурними прибульцями, могли додуматися тільки до найбільш первісного виду обміну, який Шарль Летурно (французький етнограф-соціолог) називає «commerce par depots» (торгівля продуктом, який виробляється у даному районі). Такий продукт і по теперішній час зустрічається, крім веддів, у ескімосів, у полінезійців, у африканських маврів, в Абісинії, за яким можна відрізнити обмін, як такий, від символічної міни. Уже у дикунів зустрічаються в ембріональній формі дві істотно необхідних умови для розвитку торгівлі: спеціалізація промисловості і монета. Роль останньої в різних місцях грають коштовності, прикраси (раковини), хутра, раби, худоба тощо.
У Межиріччі, Стародавньому Єгипті торгові відносини стали складатися вже більш визначено, з'явилися одиниці розрахунку, почала утворюватися закономірна схема: товар — гроші — товар.
Клинопис вавилонян розповідає про угоди з купівлі та продажу рабів, худоби, землі. Тоді ж почали складатися і кредитні відносини між людьми, освоюватися шляхи, по яких вантажі, раби і худоба доставлялися в Персію, Вірменію, Мідію, Аравію та Індію. Цими ж шляхами доставлялися дорогоцінні камені, спеції і пахощі, тканини та вироби зі срібла та золота. Міста, через які проходила транспортування вантажів, процвітали.

## Значення фінікійців в історії торгівлі
З фінікійцями торгівля набирає нової фази розвитку. Раніше вона майже не виходила з рамок простого обміну продуктами між різними державами і племенами Сходу; тепер вона стає всесвітньою і
робиться переважно морською. Спочатку фінікійці відвідували найближчі місця: Індію, Палестину, Аравію, Єгипет, Грецію — морем, Ассиро-Вавилонію, Вірменію — сухим шляхом. Особливо тісні торговельні зв'язки існували у фінікійців з євреями. В обмін на місцеві (будівельний ліс, плоди і метали) і привізні (слонова кістка, коштовності, скло та ін.) продукти фінікійці отримували з Палестини зерно, масло, вино і всяку сировину. З Сирії вони отримували вино і тонку шерсть, яку фарбували своєю знаменитою пурпуровою фарбою і розвозили по всьому світу, з Каппадокії — коней, з Кавказу — мулів. Всі предмети торгівлі обмінювалися одні на інші і фінікійці отримували величезні бариші. Ці бариші ще у багато разів збільшилися, коли фінікійські купці стали заїжджати далі на захід по Середземному морю. Обережно пробираючись берегом, вони досягли Іспанії, де заснували колонію (нині Кадіс). Срібло з рудників Піренейського півострова обмінювалося на продукти Сходу; звідти вивозили масло, віск, вино, хліб, шерсть, свинець і ін. Геркулесові стовпи не зупинили фінікійських купців; вони дісталися до Балтійського моря, всюди зав'язуючи торгові стосунки; і вивозили з селищ Європи рибу, шкіри, бурштин, олово.

## Історія торгівлі в Греції і Римській імперії

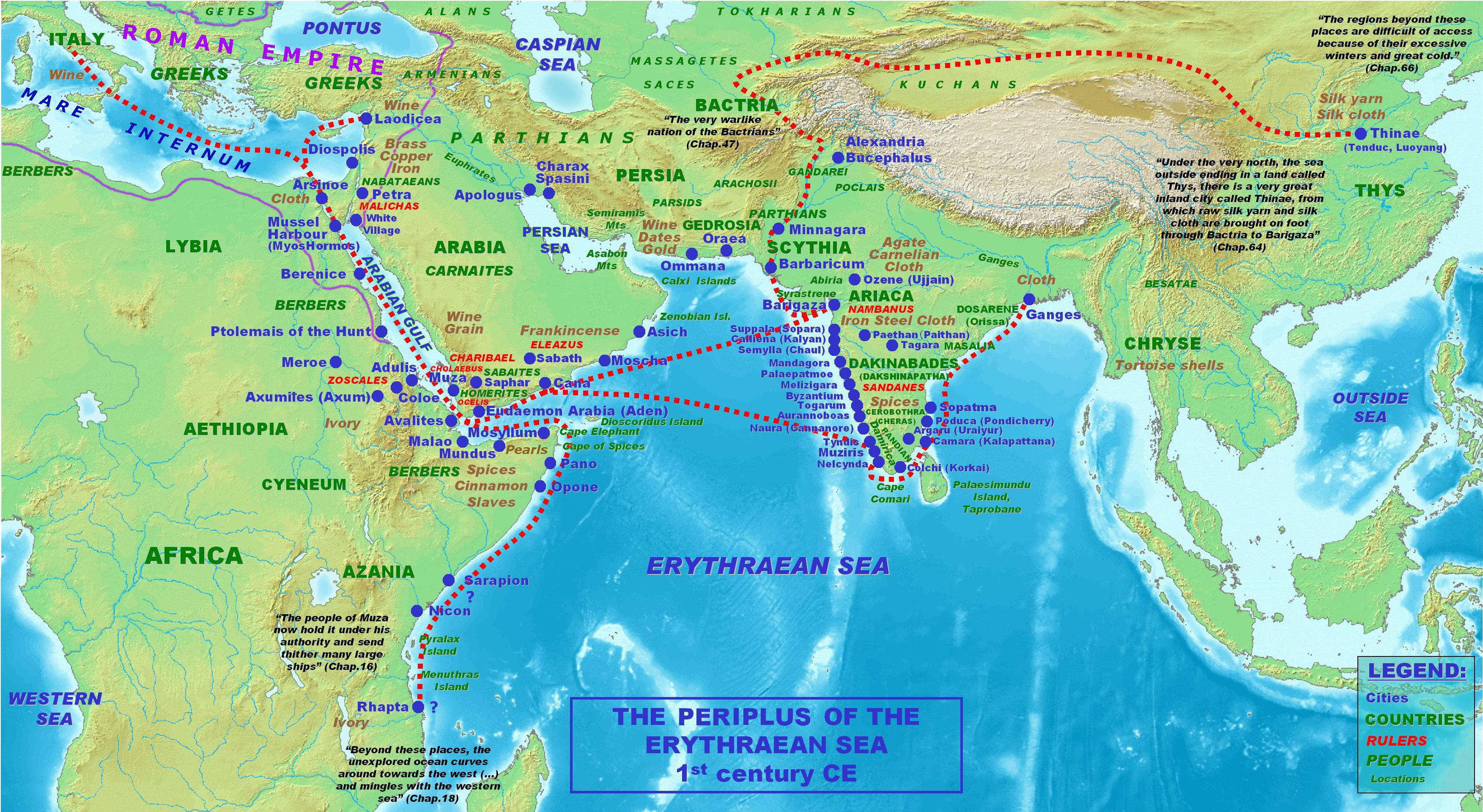
Римська торгівля з Індією

Історія торгівлі в стародавній Греції, а згодом і в Римській імперії, відбилася в міфах і художніх творах. Грецький бог Гермес і римський Меркурій допомагали людям в успішному обміні товарами, а в їх честь зводилися храми, їм приносилися священні дари. Міста-колонії Північного Причорномор'я торгували зі скіфами, зокрема, імпортували пшеницю. Та якщо давні греки не тільки завозили, але і продавали різні товари, то римляни, як правило, їх тільки ввозили. Римська імперія закуповувала хліб і
сочевицю в Єгипті, м'ясо і молочні продукти в Галлії, з Африки доставлялися фрукти і оливкову олію, з Китаю — шовк. Практично весь світ мав відносини з Римом.
Після падіння цієї великої імперії історія торгівлі повертається в інше русло. Утворюються нові європейські держави, які для процвітання повинні займатися продажем. За часів імператора Юстиніана в VI
столітті н. е. Візантія виходить на світову арену і налагоджує відносини між європейськими країнами та Сходом, прокладаються морські і річкові шляхи доставки вантажів. Візантія завозить із Сирії бавовну і цукор, торгує з Індією, Китаєм, країнами Причорномор'я, поки італійські
купці не стають їх конкурентами, викравши у китайців секрет виробництва шовку. З того часу європейці самі почали виготовляти ці вишукані тканини.

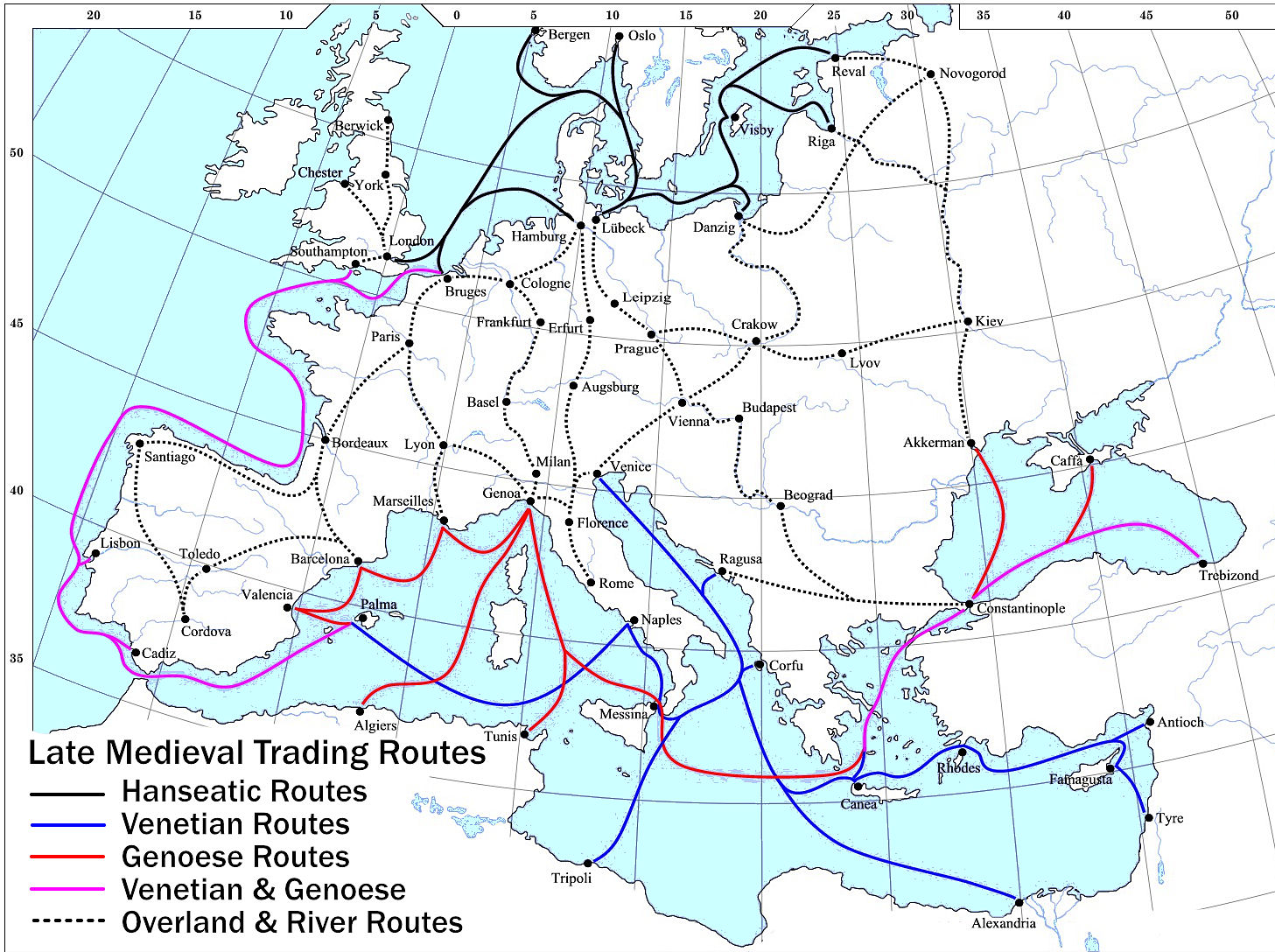

## Середньовіччя і Відродження
Середні віки не були сприятливими для процвітання та розвитку купівлі-продажу, і тільки в епоху Відродження історія торгівлі отримала новий напрямок. Люди почали відкривати нові, незвідані землі, процвітає мореплавання, освоюються невідомі раніше шляхи, по яких доставляються вантажі. У той же час з'являються надлишки товарів, які необхідно реалізовувати. Цей період характеризується і тим, що
історія розвитку торгівлі починає набувати негативний характер.
Масовий вивіз рабів з Африки аж до 19 століття — це страшна ганьба цивілізованої Європи. Людей продавали гірше, ніж худобу, й вивозили в Старий і Новий Світ.

## Україна
Ще від часів Трипільської культури землі України завдяки природним умовам розвивалося хліборобство. Археологічні пам'ятки свідчать, що вже відтоді, завдяки прирученню худоби і винайденню колісного транспорту, почався товарообмін за тисячі кілометрів. Скіфи активно торгували з греками, збіжжям в обмін на ремісничі вироби. Княжа Русь мала широкі зв'язки з навколишніми народами, князі експортували продукти лісового господарства та рабів, імпортували предмети розкошу. Через столицю Русі проходив важливий торгівельний шлях, який називається із варягів у греки.  Здавна в Україні славилися ярмарки та мандрівні купці-чумаки. Зате політика царської Росії зводилася до послаблення України. Цар Петро І після битви під Полтавою в 1709 p., щоб ослабити Україну економічно, наказав направляти товари, що йшли з України за кордон, не ближчим шляхом через Україну, Польщу й Литву, а через новозбудований Петербург, а то й Архангельськ над Білим морем, щоб таким способом творити в цих містах торговельні центри й купецький стан та давати працю московитам, а не українцям. 
Українські купці, майстри-ремісники, міщани були змушені через те шукати праці в Московщині, або кидати торгівлю й ремесло та ставати хліборобами. Так Україна економічно занепадала, а Московщина розвивалася, бо там зосереджувалися майже всі фабрики. Україна мусила купувати товари в Московщині, бо якісно кращий товар у Західній Європі було купувати заборонено.

Із занепадом українського купецтва й ремесла українські міста пустіли й денаціоналізувалися. На Лівобережжі місце українських купців і ремісників займали московські. На Правобережжі, що належало до Польщі, у торгівлі та промислі головну роль відігравали євреї, які дуже часто підпадали під впливи польської культури і ставали захисниками, ба навіть інструментом польського панування в Україні.
Крім того, розвиток сільського господарства й торгівлі гальмували різні митні тарифи, які накладалися на українські продукти, як також великі податки. Взагалі фінансова політика Росії доводила Україну до економічної руїни. Занепадали навіть такі славетні підприємства, як Межигірська фаянсова мануфактура та цукрова компанія Яхненків-Симиренків.